# Nerpa obrączkowana
Nerpa obrączkowana, nerpa, foka obrączkowana (Pusa hispida) – gatunek drapieżnego ssaka z rodziny fokowatych (Phocidae).

## Taksonomia
Gatunek po raz pierwszy zgodnie z zasadami nazewnictwa binominalnego opisał w 1775 roku niemiecki przyrodnik Johann Christian Daniel von Schreber nadając mu nazwę Phoca hispida. Miejsca typowe to Grenlandia i Labrador.
Zaproponowano kilka podgatunków w oparciu o izolację geograficzną. Autorzy Illustrated Checklist of the Mammals of the World rozpoznają pięć podgatunków. Podstawowe dane taksonomiczne podgatunków (oprócz nominatywnego) przedstawia poniższa tabelka:
| Podgatunek       | Oryginalna nazwa              | Autor i rok opisu | Miejsce typowe                                                                       |
| ---------------- | ----------------------------- | ----------------- | ------------------------------------------------------------------------------------ |
| P. h. botnica    | Phoca vitulina β. botnica     | J.F. Gmelin, 1788 | Zatoka Botnicka, Morze Bałtyckie.                                                    |
| P. h. ladogensis | Phoca foetida var. ladogensis | Nordqvist, 1899   | Jezioro Ładoga, granica fińsko–rosyjska.                                             |
| P. h. ochotensis | Phoca ochotensis              | Pallas, 1811      | Północna część Morza Ochockiego, między zatoką Tamis a rzeką Giżika, Syberia, Rosja. |
| P. h. saimensis  | Phoca foetida var. saimensis  | Nordqvist, 1899   | Jezioro Saimaa, Finlandia.                                                           |

### Etymologia
- Pusa: według Houttuyna[25] i Müllera[26] jest to po prostu grenlandzkie słowo oznaczające fokę. Scopoli najwyraźniej zaczerpnął tę nazwę od Andersona, która to według Fabriciusa została niepoprawnie przeliterowana jako Pusa. Fabricus podaje nazwę Puirse jako jedno z grenlandzkich nazw nerpy[27].
- hispida: łac. hispidus „włochaty, szczeciniasty”[28].
- botnica: Zatoka Botnicka, Morze Bałtyckie[4].
- ladogensis: Ładoga, Rosja[11].
- ochotensis: Morze Ochockie, Rosja[5][29].
- saimensis: jezioro Saimaa, Finlandia[10].

## Zasięg występowania
Występuje wokół bieguna w przybrzeżnych wodach Oceanu Arktycznego, dzięki grubszej podskórnej warstwie tłuszczu, lepiej chroniącej przed zimnem, sięga znacznie dalej na północ od foki pospolitej. Pospolicie występuje u brzegów Grenlandii i Spitsbergenu oraz w Morzu Białym. W postaci izolowanej populacji (podgatunki nerpy) występuje w północnej części Morza Bałtyckiego oraz jako relikt z czasów epoki lodowcowej w słodkowodnych jeziorach Ładoga i fińskim Saimaa. U polskich brzegów wyjątkowo spotyka się nerpy z populacji północno-bałtyckiej. W Polsce foka obrączkowana jest objęta ochroną gatunkową.
W XIX wieku w Bałtyku było ich ok. 200 tysięcy, a obecnie tylko około 8 tys.
Zasięg występowania w zależności od podgatunku:
- P. hispida hispida – nerpa obrączkowana – Ocean Arktyczny.
- P. hispida botnica – nerpa botnicka – Morze Bałtyckie.
- P. hispida ladogensis – nerpa ładodzka – jezioro Ładoga (zachodnia Rosja).
- P. hispida ochotensis – nerpa ochocka – Morze Ochockie i północna Japonia (Hokkaido).
- P. hispida saimensis – nerpa fińska – jezioro Saimaa (południowa Finlandia).

## Morfologia
Długość ciała 110–160 cm; masa ciała około 50–90 kg. Noworodki osiągają długość 60–65 cm i ciężar 4,5–5,5 kg. Cechy charakterystyczne: żółtawobiałe, koliste plamy pokrywające ciało, brzuch jednolicie żółtawobiały z niewielką ilością ciemnych plam; włosy zatokowe brązowe.

## Ekologia
Tryb życia: Nerpa wykazuje szereg interesujących przystosowań do bytowania w ekstremalnych warunkach zasiedlanego przez nią środowiska. Masa odkładanego tłuszczu może stanowić połowę masy ciała, dzięki czemu warstwa izolująca jest nie tylko wyjątkowo gruba, ale również stanowi pokaźne zapasy energetyczne na okres niedoboru pokarmu. Taki zły okres nadchodzi wraz z lodem odcinającym nerpy od najlepszych terenów łowieckich. Nerpy starają się przetrwać ten trudny czas najlepiej, jak tylko jest to możliwe. Dzięki ciągłemu nurkowaniu utrzymują drożne przeręble oddechowe, do wykonania których przystępują już jesienią, gdy lód jest jeszcze cienki. Oddech zwierzęcia powoduje ponowne roztapianie tworzącej się tafli lodowej. Gdy lód zostanie pokryty śniegiem, jego właściwości izolujące osłabiają działanie mrozu i nerpy łatwiej mogą przebijać się przez swoją przerębel. W zasiedlonym przez siebie terytorium nerpa ma więcej takich otworów oddechowych. Największy z nich jest stale poszerzany aż do momentu, gdy foka może się przez niego przecisnąć. Wtedy wygrzebuje w śniegu jamę, którą wykorzystuje na spoczynek. W takiej jamie, której długość może dochodzić do 10 m, na przełomie marca i kwietnia przychodzą na świat młode.
Pokarm: polują na dorsze, skorupiaki i ślimaki. W poszukiwaniu pokarmu nurkują na głębokość do 300 m. W czasie nurkowania, pomimo związanego z nim wysiłku, tętno ulega znacznemu obniżeniu – ze 150 do 10 uderzeń na minutę. Zanim nerpa się zanurzy robi głęboki wydech unikając w ten sposób przy szybkim wynurzaniu się mroczków płytkiej wody (shallow water blackout).
Ruja w warunkach Morza Bałtyckiego rozpoczyna się późnią wiosną, od końca marca do lipca. Ciąża trwa 330-340 dni. Samice foki obrączkowanej osiągają dojrzałość płciową w wieku 5 lat, a samce w wieku 7 lat.

## Status zagrożenia i ochrona
W Czerwonej księdze gatunków zagrożonych Międzynarodowej Unii Ochrony Przyrody i Jej Zasobów została zaliczona do kategorii LC (ang. least concern „najmniejszej troski”).
Nerpa obrączkowana określana przez polskiego ustawodawcę jako foka obrączkowana (Phoca hispida) podlega w Polsce ścisłej ochronie gatunkowej.
Dla przypomnienia faktu o trwających od niespełna 20 lat prób odbudowy populacji ssaków Bałtyku w roku 2009 Poczta Polska przygotowała serię czterech znaczków, prezentujących mieszkańców Bałtyku w jednej scenerii wybrzeża, na której przedstawione są morświn, foka szara, foka pospolita i foka obrączkowana.